# Cloostårnet

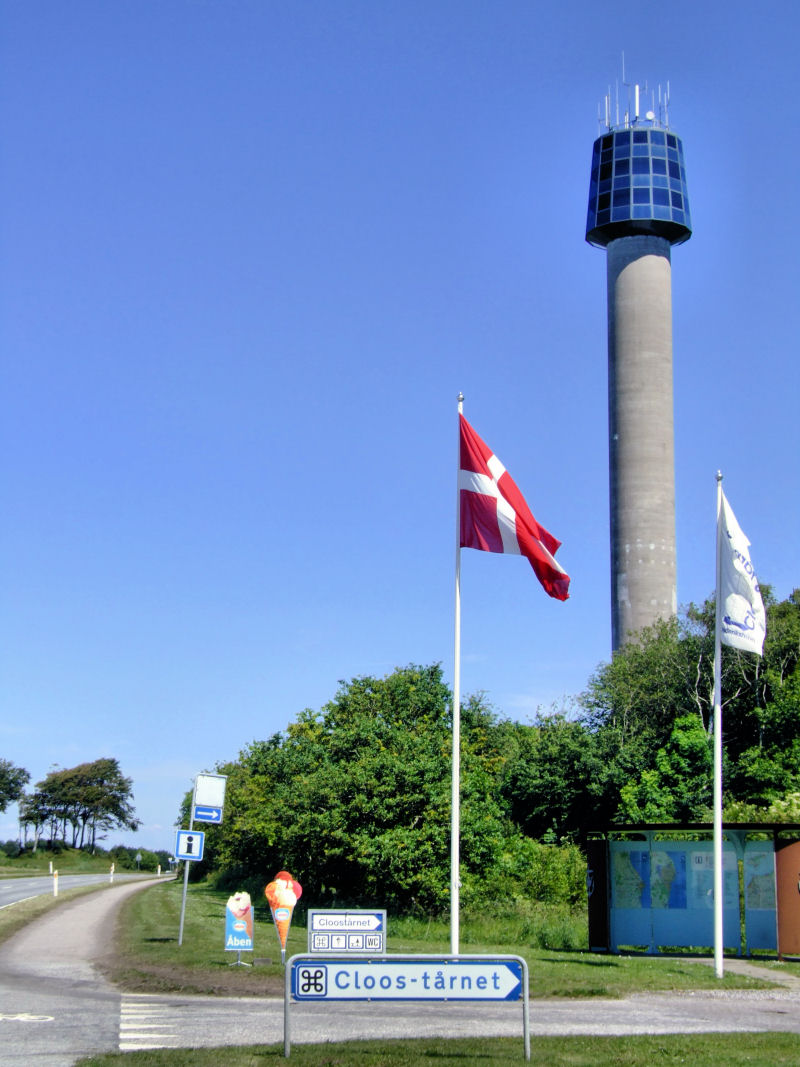
Der Cloostårnet

Der Cloostårnet ist ein 60 Meter hoher Aussichtsturm in Frederikshavn in Dänemark.
Der Cloostårnet wurde von dem Frederikshavner Konsul Cloos gestiftet. Seine Aussichtsplattform erhebt sich ca. 168 Meter über den Meeresspiegel und ermöglicht so einen weiten Blick über Vendsyssel und Nordjütland. Der Turm befindet sich am Brønderslevvej im Westen der Hafenstadt Frederikshavn.
Am Fuß des Turmes befindet sich ein Naturspielplatz.
Koordinaten: 57° 25′ 16,2″ N, 10° 27′ 59,2″ O